# Kampung Raja (Indonesië)
Kampung Raja is een bestuurslaag in het regentschap Aceh Tenggara van de provincie Atjeh, Indonesië. Kampung Raja telt 555 inwoners (volkstelling 2010).